# Лонгман, Эвелин Беатрис

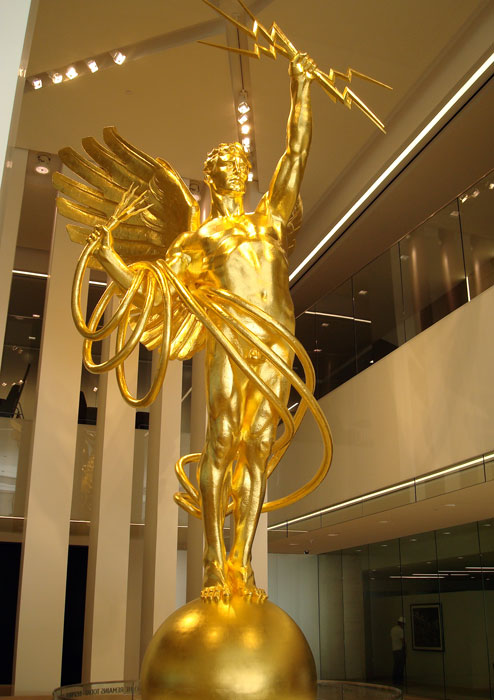
Э. Б. Лонгман Гений электричества (1915)

Эвелин Беатрис Лонгман (англ. Evelyn Beatrice Longman, 1874, Винчестер, Огайо — 1954, Кейп-Код, Массачусетс) — американский скульптор.

## Жизнь и творчество
Э. Б. Лонгман уже в 14-летнем возрасте начинает работать в Чикаго продавщицей. В 1893 году, посетив Всемирную выставку Колумба, девушка была восхищена представленными на ней скульптурными работами. Вскоре после этого Эвелин поступает в колледж Оливет в Мичигане. Затем, получив стипендию, она учится в чикагском Институте искусств. В 1901 году она переезжает в Нью-Йорк, где служит ассистентом у скульпторов Гермона Аткинса Макнейла и Даниэля Честера Френча. В 1904 году состоялся художественный дебют Э.Лонгман: она презентирует свою статую «Победа» (Victory) в Сент-Луисе, где в том году проводились Олимпийские игры.
В 1919 году Лонгман становится членом Национальной Академии дизайна. В 1920 году она выходит замуж за преподавателя Н. Б. Хортона. После того, как её муж уходит на пенсию, Лонгман вместе с ним переезжает в Кейп-Код, где открывает свою скульптурную мастерскую. Э. Б. Лонгман считается одной из самых заслуженных американских скульпторов начала XX века.

## Избранные работы
- Victory (1904)
- Great Bronze Memorial (1909)
- Horsford (бронзовые двери) (1910)
- Senator Allison Monument (1916)
- Genius of Electricity (1915)
- L’Amour (1915)
- Aenigma.
- Spirit of Victory (1926)
- Victory of Mercy (1947)
- Edison (1952)